# Boris Steckler
Boris Steckler (ukrainska: Бори́с Юхи́мович Стекляр, ryska: Борис Ефимович Стекляр), född 29 januari 1923 i Novohrad-Volynskyj i nuvarande Zjytomyr oblast död 18 januari 2018 i Rivne, var en ukrainsk före detta sovjetisk officer i Röda armén och KGB och judisk krigshjälte. Han ledde efter andra världskriget de operationer som skulle arrestera UPA-medlemmar och andre nazister som gömde sig i västra Ukraina. 
Ukrainas åklagarmyndighet öppnade 2017 en polisutredning om mord mot den då 94-årige Steckler. Han är misstänkt för att 1952 ha dödat den ukrainska nazistkollaboratören från upprorsarmén UPA, Nil Khasevytj, genom att kasta in en granat i den bunker där Khasevytj fanns. Resterna av UPA förde under 1950-talet gerillakrig mot sovjetmakten.

## Utmärkelser
- Röda stjärnans orden,  29 juli 1944
- Patriotiska krigsorden av andra graden,  26 oktober 1944
- Patriotiska krigsorden av 1:a klass,  14 mars 1945
- Röda fanans orden,  12 maj 1945
- Jubileumsmedalj ”För firandet av 100-årsdagen av Vladimir Lenins födelse”
- Jubileumsmedalj "70 år sedan Ukrainas befrielse från fascistiska angripare"
- Jubileumsmedalj "60 år sedan Ukrainas befrielse från fascistiska angripare"
- Jubileumsmedalj ”20-årsdagen för segern i det Stora Fäderneslandkriget 1941-1945”
- Jubileumsmedalj ”30-årsdagen för segern i det Stora Fäderneslandkriget 1941-1945”
- Jubileumsmedalj "40 år för Sovjetunionens väpnade styrkor"
- Medalj "Försvarare av fosterlandet"
- Jubileumsmedalj "70 år för Sovjetunionens väpnade styrkor"
- Jubileumsmedalj "30 år för sovjetiska armén och flottan"
- Jubileumsmedalj "60 år för Sovjetunionens väpnade styrkor"
- Jubileumsmedalj ”50-årsjubileum för Sovjetunionens väpnade styrkor”
- Zjukovmedaljen
- Jubileumsmedalj "65-årsdagen för segern i det Stora Fäderneslandskriget 1941–1945"
- Jubileumsmedalj ”40-årsdagen av segern i det Stora Fäderneslandkriget 1941-1945”
- Jubileumsmedalj "60-årsdagen för segern i det Stora Fäderneslandkriget 1941-1945"
- Medalj ”För segern över Tyskland i det Stora Fäderneslandskriget 1941-1945”
- Jubileumsmedalj "50-årsdagen för segern i det Stora Fäderneslandkriget 1941-1945"
- Tapperhetsmedaljen, Sovjetunionen
- Medalj "För oklanderlig tjänst"
- Medalj "Veteran av Sovjetunionens väpnade styrkor"
- Medalj "För försvar av Stalingrad"
- Medalj "För stridsförtjänst"
- Medalj "För Warszawas befrielse"
- Medalj "För belägringen av Berlin"
- Tredje graden av Bogdan Chmelnitskij-orden

[Redigera Wikidata]